# Zell (Hilpoltstein)
Zell ([t͡sɛl] ⓘ) ist ein Gemeindeteil der Stadt Hilpoltstein im Landkreis Roth (Mittelfranken, Bayern).

## Lage
Das Pfarrdorf Zell liegt etwa 5 Kilometer südlich von Hilpoltstein am südöstlichen Rand des Mittelfränkischen Beckens. Östlich am Ort vorbei verläuft die Roth, ein rechter Nebenfluss der Rednitz.
Die Ortsflur war Anfang des 19. Jahrhunderts und Mitte des 20. Jahrhunderts circa 225 Hektar groß.

## Geschichte
Der Ortsname deutet auf eine kirchliche Gründung hin. Hier soll – urkundlich nicht belegbar – Bischof Agan von Eichstätt zwischen 806 und 822 eine Kirche St. Walburgis geweiht haben.
Vermutlich ist Zell erstmals 1169 urkundlich fassbar, als ein Otto de Celle eine eichstättisch-bischöfliche Tauschurkunde mitbezeugt; es könnte jedoch auch das heutige Wasserzell bei Eichstätt in Betracht kommen. 1186 ist ein „Celle“ unter denjenigen Gütern genannt, die Papst Urban III. dem Domkapitel Eichstätt als Besitz bestätigte; es gehört zu jenen Orten der Urkunde, die nicht sicher bestimmbar sind. Der Ortsadelssitz der Herren von Celle/Zell befand sich in der Nähe der Kirche und hatte um 1600, wie die Zeichnung auf einer Karte von 1604 zeigt, die Gestalt eines Weiherhauses. Die dort sitzenden „Celler“ sind urkundlich bis 1325 erwähnt – sofern es sich bei diesen Nennungen von „Celle“ tatsächlich um das heutige Zell handelt. 1472 sind erstmals die Jahrsdorfer, ein Ministerialengeschlecht der Reichsministerialen zu Hilpoltstein, als Besitzer von Zell erwähnt. Durch die Bemühungen von einem von ihnen, Hans von Jahrsdorf, wurde Zell, ursprünglich eine Filiale der Urpfarrei Laibstadt, 1480 zur Pfarrei erhoben, der gleichzeitig Hofstetten als Filiale angegliedert wurde; der Grabstein des 1497 Verstorbenen hat sich fragmentarisch in der Zeller Kirche erhalten. Dem Pfarrer zu Zell gaben er und seine Hausfrau Veronika ihren vom Eichstätter Domkapitel erworbenen Kleinzehent zu Niederrödl mit dem Weiher im Weitenbach; zur Dotation der Pfarrei gaben sie Äcker, Wiesen, ein Holz (Waldstück), ein Haus mit Stadel und Garten mit Fischgrube. Die Gemeinde Zell wurde bei der Pfarrerhebung verpflichtet, alljährlich zweimal nach Laibstadt eine Prozession zu veranstalten. Das Patronatsrecht zu Zell erhielten die Jahrsdorfer als Eichstätter Lehen und nach ihnen die Zeller Hofmarksherren; es fiel mit dem Absterben des seit 1680 hier sitzenden Hofmarksherrn Wolf Bernhard Silbermann 1717 dem Fürstbischof heim und wurde später im Wechsel vom Fürstbischof und vom Pfalzgraf wahrgenommen.
Die Verpfändung des pfalz-neuburgischen Amtes Hilpoltstein durch Pfalzgraf Ottheinrich an die Reichsstadt Nürnberg im Jahr 1542 brachte im gleichen Jahr die Reformation. 1627 wurde durch die Gegenreformation Zell wieder eine katholische Pfarrei; die Filiale Hofstetten wurde 1907 nach Hilpoltstein umgepfarrt. 1612, also noch in evangelischer Zeit, richtete der Mesner eine Schule in Zell ein. 1636 verkauft der in Not geratene Hofmarksherr Otto von Jahrsdorf ein bis zwei Glocken der Zeller Pfarrkirche. Die infolge des Dreißigjährigen Krieges unbesetzte Pfarrei wurde 1665 wiederbesetzt. 1671 errichtete die Hofmarksherrschaft ein neues Pfarrhaus und 1675 ein neues (mit Stroh gedecktes, wie es in den Quellen heißt) Schul- und Mesnerhaus.
1702 bis 1777 war ein protestantischer Zweig derer von Preysing zu Neu- und Altpreysing Besitzer des Hofmark Zell. Christian Friedrich von Preysing († 1745) erweiterte 1733 den Pfarrhof, der 1831 einfiel und 1834 neu gebaut wurde. Nach ihm besaß Philipp Ernst von Zehmen auf Nordeck die Hofmark. Unter ihm wurde 1752 die Kirche mit einer Gipsdecke mit Freskogemälden ausgestattet, also barockisiert. 1816 wurde der Kirchturm unter Hofmarksherr Franz Karl von Strasser bzw. seinem 1816 geadelten Schwiegersohn Friderich von Boller zur Hälfte neu gebaut und eine Sakristei angefügt.
Gegen Ende des Alten Reiches, um 1800, bestand Zell aus 27 Untertanen-Anwesen; 24 gehörten grundherrlich der pfälzischen Hofmark Zell, drei dem pfalz-neuburgischen Landrichteramt Hilpoltstein. Die hohe Gerichtsbarkeit übte das pfalz-neuburgische Pflegamt Heideck aus. Die niedere Gerichtsbarkeit, das Ortsgericht, gehörte dem 1816 errichteten Patrimonialgericht II. Klasse des jeweiligen Hofmarksherrn; dieses umfasste Zell, Tiefenbach, Oberrödel und die Lochmühle und bestand unter dem Hofmarksherrn Wilhelm von Hornberg bis 1848.
Im neuen Königreich Bayern (1806) kam Zell mit seinem Schloss zum Steuerdistrikt Unterrödel. Das Schloss wurde von 1822 bis 1824 unter Friedrich von Boller neu gebaut. Um 1867 erwarb ein Frl. Mayerhofer dieses für ihre religiöse Gemeinschaft und errichtete hier ein Erziehungsinstitut, dessen Hauskapelle 1867 benediziert wurde. 1872 kaufte die Regens-Wagner-Stiftung zu Dillingen an der Donau das Schloss und eröffnete im Mai 1872 die Anstalt Zell für taubstumme Frauen und Mädchen als Filiale der Dillinger Anstalt, geleitet von den Dillinger Franziskanerinnen. Deren Aufgaben waren um 1937: „Berufliche Ausbildung, Betreuung u. Versorgung der Taubstummen in der Paramentenstickerei, Weißnäherei, in Haus- u. Landwirtschaft. Dazu Kindergarten.“ Auch nicht-kirchliche Vereine ließen hier Fahnen sticken. Außerdem wurden Restaurierungsarbeiten an historischen Gobelins vorgenommen. 1876 wurde eine Anstaltskapelle erbaut und 1877 vom Enkeringer Pfarrer Sebastian Mutzl ausgemalt; er schuf auch zahlreiche Entwürfe für die dortige Paramentenstickerei. Heute ist die Pfarrkirche zugleich die Anstaltskirche. 1875 wurden in dem Pfarrdorf mit Schloss vier Pferde, 68 Rinder, 23 Schweine und 22 Ziegen gehalten. 1904 wies der Viehbestand nach amtlicher Zählung drei Pferde, 97 Rinder, 63 Schweine und 27 Ziegen auf; auch andernorts war im letzten Viertel des 19. Jahrhunderts die Schweinehaltung stark angewachsen.
1961 hatte Zell eine Volksschule; die Taubstummenanstalt hatte eine Taubstummenschule und eine Anstaltsberufsschule. Auch heute wird Zell von Schulen (Förderzentrum Zell – Schule für Hörgeschädigte), von „Regens-Wagner Zell“ als Zentrum für Menschen mit Hörschädigung (mit Wohnangeboten, Tagesbetreuung, schulvorbereitender Einrichtung für hörgeschädigte Kinder, mit Schule und Ausbildung, mit Werkstatt und Werkstattladen sowie mit offenen Hilfen und einem Sommerfest im Juni) geprägt.
Zum 1. Januar 1972 wurde die Gemeinde Zell im Zuge der Gemeindegebietsreform in die Stadt Hilpoltstein eingegliedert.

### Einwohner
- 1818: 177 (34 „Feuerstellen“ = Anwesen, 40 Familien)[23]
- 1836: 179 (37 Anwesen)[24]
- 1861: 221 (davon 12 Protestanten; 58 Gebäude, 1 Schloss, 1 Kirche)[25]
- 1871: 186 (davon 4 Protestanten; 58 Gebäude, 43 Wohngebäude)[19]
- 1900: 269 (davon 19 Protestanten; 37 Wohngebäude)[20]
- 1937: 357 (darunter 7 Protestanten)[26]
- 1950: 422 (37 Wohngebäude; Taubstummenanstalt)[14]
- 1961: 421 (40 Wohngebäude)[4]
- 1970: 420[14]
- 1978: 422 (37 Wohngebäude)[27]
- 1987: 513 (85 Wohngebäude, 99 Wohnungen)[28]
- Um 2015: 497[22]

### Katholische Pfarrkirche St. Walburga

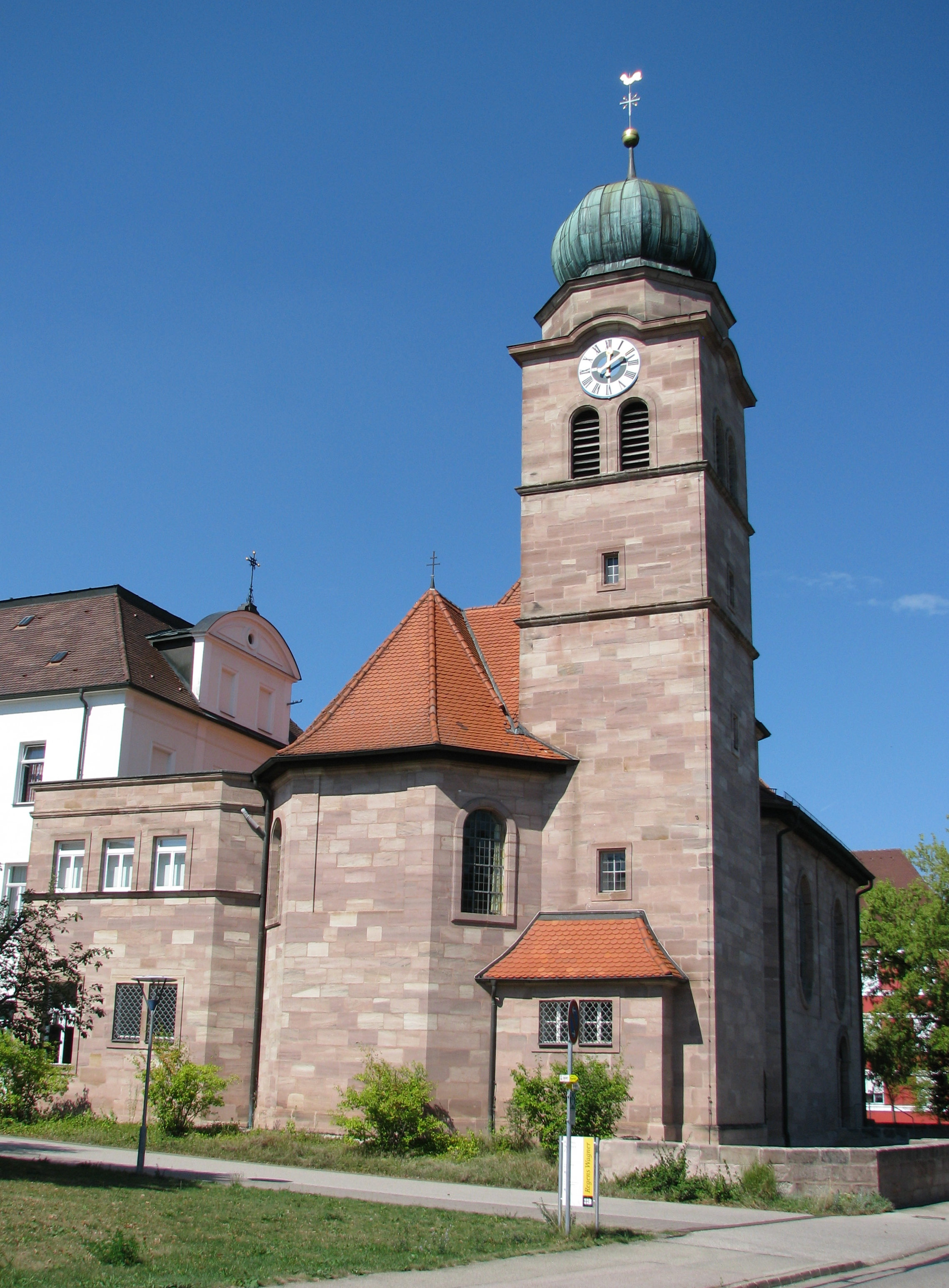
Kath. Pfarrkirche St. Walburga

Diese wurde an Stelle der 1853 mit einem neuen Dachstuhl versehenen, erweiterten sowie mit einer neuen Orgel und neuen Glocken (1875) ausgestatteten Vorgängerkirche von dem Architekten Professor Otto Schulz in Nürnberg 1923/24 neu erbaut, Die Ausstattung aus der abgerissenen Vorgängerkirche wurde wiederverwendet. Der zweisäulige Hochaltar von 1771–1789 (Spätrokoko) zeigt unter Draperie eine um 1480 entstandene Walburgafigur. Die Seitenaltäre, um 1730 geschaffen, haben spätere Zutaten; im linken befindet sich eine spätgotische Marienfigur von circa 1500. Die um 1700 geschaffene Kanzel zeigt „originelle“ Evangelistenporträts. 1925 kam eine neue Bittner-Orgel mit 13 Registern, 1983 ein Nachfolgeinstrument mit 18 Registern von Johannes Karl in die Kirche. 1937 hingen drei Glocken im Turm, gegossen 1875, 1925 und 1926.
1904 wurde im 1875 gegenüber der Kirche erweiterten Friedhof eine Lourdesgrotte errichtet.

## Baudenkmäler
Außer der Kirche St. Walburga sind als Baudenkmäler ausgewiesen:
- Ein Flügel des ehemaligen Schlosses, integriert in die seit 1872 bestehende Taubstummenanstalt
- das Pfarrhaus von 1834, ein zweigeschossiger Sandsteinquaderbau mit Walmdach
- das ehemalige Gasthaus, ebenfalls ein zweigeschossiger Sandsteinquaderbau mit Walmdach aus dem ersten Drittel des 19. Jahrhunderts
- das Türgewände am Haus Zell H 18, mit 1853 bezeichnet (Denkmalschutz mittlerweile aufgehoben)

## Sonstiges
- Kräuterlabyrinth der Regens-Wagner-Stiftung für Menschen mit und ohne Behinderung[33]

## Verkehr
Zell liegt etwa sechs Kilometer westlich der Autobahn A 9, die über die Auffahrt Hilpoltstein (AS 56) erreichbar ist.